# Rägavere (obec)
Obec Rägavere (estonsky Rägavere vald) je bývalá samosprávná jednotka estonského kraje Lääne-Virumaa. V roce 2017 byla začleněna do obce Vinni.

## Osídlení
Na území zrušené obce žije necelá tisícovka obyvatel ve čtrnácti vesnicích Aasuvälja, Kantküla, Kõrma, Lavi, Miila, Mõedaka, Männikvälja, Nurkse, Nõmmise, Põlula, Sae, Uljaste, Ulvi a Viru-Kabala. Správním střediskem byla vesnice Ulvi.

## Pamětihodnosti
V katastru vesnice Kantküla se nacházejí přírodovědně významná jezera Mustjärv a Udujärv.